# ActionScript
ActionScript — це скриптова мова програмування, що дозволяє запрограмовувати Adobe Flash-кліпи та додатки. ActionScript, як і JavaScript, базується на ECMAScript — стандарті скриптових мов, тому в обох мовах дуже схожий синтаксис. Але у той час, коли DOM JavaScript'а взаємодіє із вікном браузера, HTML-документами та формами, в ActionScript DOM працює із флеш-кліпами, які можуть включати анімацію, аудіо, відео, текст та обробку подій.

## Огляд
Спочатку ActionScript був розроблений для керування простими 2D векторними анімаціями, створеними в Adobe Flash (раніше Macromedia Flash). Спочатку були зосереджені на анімації, ранні версії Flash-контенту пропонували мало інтерактивних функцій і, таким чином, мали дуже обмежені можливості сценаріїв. Більш пізні версії додали функціональні можливості, що дозволяють створювати вебігри та розширені вебдодатки з потоковим медіа (наприклад, відео та аудіо). Сьогодні ActionScript підходить для розробки настільних і мобільних пристроїв через Adobe AIR, використання в деяких програмах баз даних і в базовій робототехніці, як-от Make Controller Kit.
Flash MX 2004 представив ActionScript 2.0, мову сценаріїв, більш придатну для розробки програм Flash. Часто можна заощадити час, створюючи сценарії, а не анімуючи це, що зазвичай також забезпечує вищий рівень гнучкості під час редагування.
З моменту появи Flash Player 9 alpha (у 2006 році) була випущена новіша версія ActionScript, ActionScript 3.0. Ця версія мови призначена для компіляції та запуску на версії віртуальної машини ActionScript, яка сама була повністю переписана з нуля (названа AVM2). Через це код, написаний на ActionScript 3.0, як правило, призначений для Flash Player 9 і вище і не працюватиме в попередніх версіях. Водночас ActionScript 3.0 виконується до 10 разів швидше, ніж застарілий код ActionScript завдяки вдосконаленню компілятора Just-In-Time.
Flash-бібліотеки можна використовувати разом із XML-можливостями браузера, щоб показувати багатий вміст у браузері. Ця технологія відома як асинхронний Flash і XML, як і AJAX. Adobe пропонує свою лінійку продуктів Flex, щоб задовольнити попит на багатофункціональні вебдодатки, створені під час виконання Flash, з поведінкою та програмуванням, виконаними за допомогою ActionScript. ActionScript 3.0 є основою API Flex 2.

## Історія
ActionScript розпочався як об’єктноорієнтована мова програмування для інструменту створення Flash від Macromedia, пізніше розробленого Adobe Systems як Adobe Flash. Перші три версії інструменту для створення Flash забезпечували обмежені можливості інтерактивності. Перші розробники Flash могли прикріпити просту команду, яка називається «дія», до кнопки або рамки. Набір дій складався з основних елементів керування навігацією з такими командами, як «відтворити», «зупинити», «getURL» та «gotoAndPlay».
З виходом Flash 4 у 1999 році цей простий набір дій став невеликою мовою сценаріїв. Нові можливості, представлені для Flash 4, включали змінні, вирази, оператори, оператори if та цикли. Попри те, що в керівництві користувача Flash 4 і маркетингових документах використовується внутрішньо назва «ActionScript», для опису цього набору команд продовжується використовувати термін «дії».
- Flash Lite 1.0: Flash Lite це технологія Flash, розроблена для мобільних телефонів та пристроїв. Підтримує ActionScript Flash 4.

- Flash Lite 1.1: Додано підтримку ActionScript з Flash 5.

- Flash Lite 2.0 and 2.1: Додано підтримку Flash 7 ActionScript 2.0.

- Flash Lite 3: Додано підтримку програвання FLV.

- Flash Player 2: Перша версія з підтримкою мов програмування. Підтримує дії gotoAndPlay, gotoAndStop, nextFrame і nextScene.

- Flash Player 3: Розширена підтримка дії, а також можливість завантажувати зовнішні SWFs (loadMovie).

- Flash Player 4: Перший плеєр з повною підтримкою програмування (за назвою Actions). Програмування підтримувало цикли, умови, змінні та інші прості конструкції мови.

- Flash Player 5: Включено першу версію справжнього ActionScript. Використано ECMAScript [Архівовано 30 грудня 2015 у Wayback Machine.] як прототип, і додано підтримку процедурного програмування і об'єктноорієнтованого програмування.

- Flash Player 6: Додано модель подій і підтримку switch. Перша версія з підтримкою AMF і RTMP протоколів для підтримки відео та аудіо за бажанням.

- Flash Player 7: Додано підтримку стилів CSS і ActionScript 2.0, мови програмування, основаній на ECMAScript 4 Netscape Proposal. ActionScript 2.0 може бути скомпільованим в ActionScript 1.0 і таким чином бути виконаний в Flash Player 6.

- Flash Player 8: Поширив APIs для контролю даних бітмапів, завантаження даних на сервер, та фільтрів типу «розмиття» та «додавання тіні».

- Flash Player 9 (що спочатку назвався 8.5): Додано ActionScript 3.0 на базі нової віртуальної машини за назвою AVM2 (ActionScript Virtual Machine 2), яка співіснує з AVM1 для підтримки старого контенту. Додано новий JIT, що прискорило роботу віртуальної машини. Підтримка бінарних сокетів, E4X XML парсінг, режим роботи на повному екрані, а також регулярні вирази. Це перший реліз, який було названо Adobe Flash Player [Архівовано 4 червня 2008 у Wayback Machine.].